# 磯間岩陰遺跡

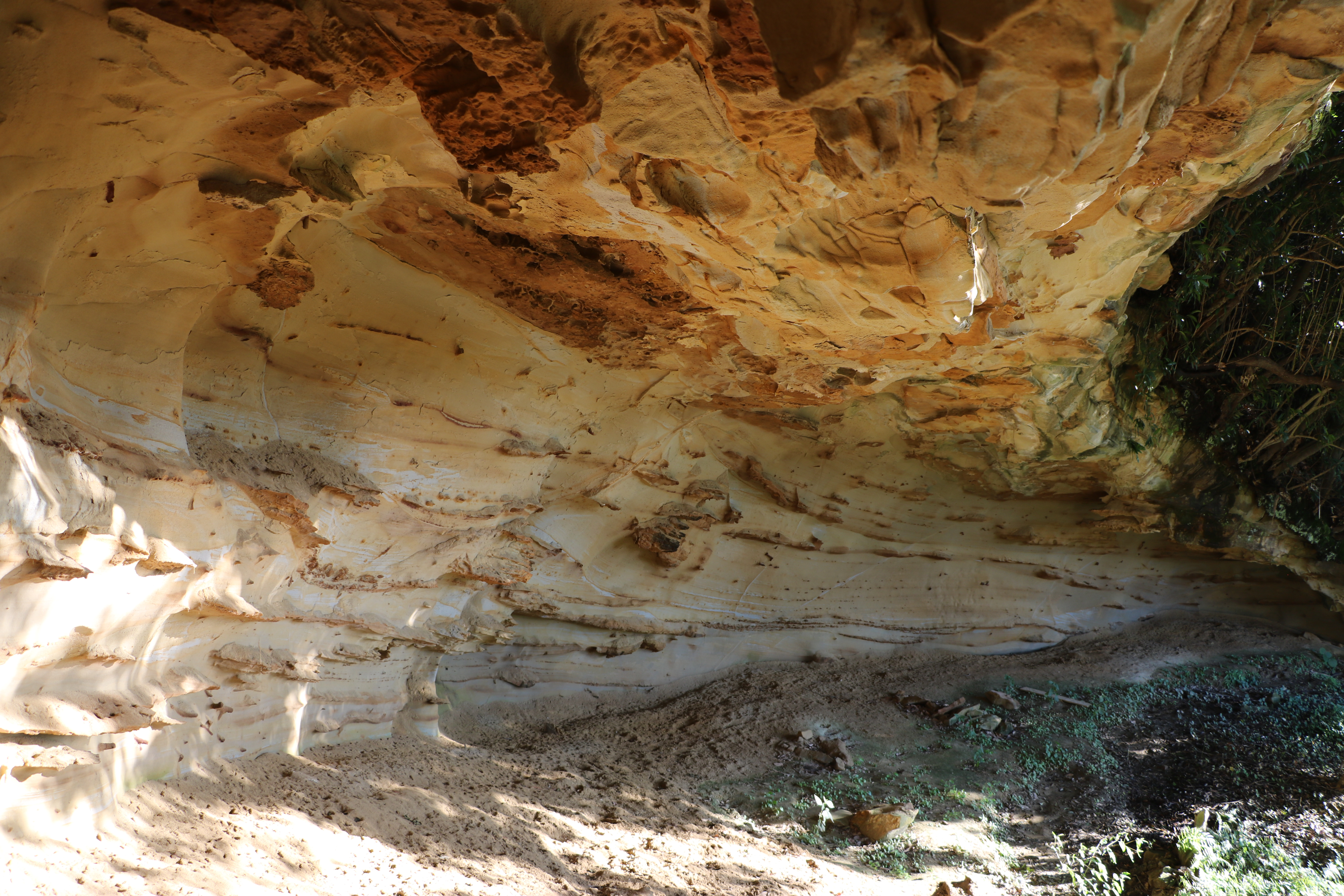
磯間岩陰遺跡。2018年9月22日撮影。

磯間岩陰遺跡（いそまいわかげいせき）は、和歌山県田辺市磯間に所在する古墳時代の岩陰内集団墓である。
1979年（昭和54年）12月18日、国の史跡に指定された。出土品一括は「和歌山県磯間岩陰遺跡出土品」の名称で1988年（昭和63年）6月6日、国の重要文化財に指定されている。

## 概要
本遺跡は、海岸に突き出た独立丘陵の崖下にある海食岩陰遺跡である。海食洞の規模は、前面幅約23メートル、奥行き5メートルである。
1969年（昭和44年）11月に、岩陰内で遺物が発見された。これがきっかけとなり、1970年（昭和45年）3月から発掘調査が行われた。
発掘調査で、古墳時代中期の終わりから後期にかけての石室墓であることが判明した。
そのなかの第1号石室の被葬者は漁撈集団の首長とその一族と考えられている。
また磯間岩陰遺跡の位置する田辺市域は、石室古墳の盛んな畿内・紀伊の文化と古墳の希薄な（墳丘を作らず砂浜に埋葬する）熊野の文化との境界になる。このことから、磯間岩陰遺跡および立戸岩陰遺跡について両地域の接触領域の墓制として理解する説が挙げられている。

## 埋葬施設・出土品

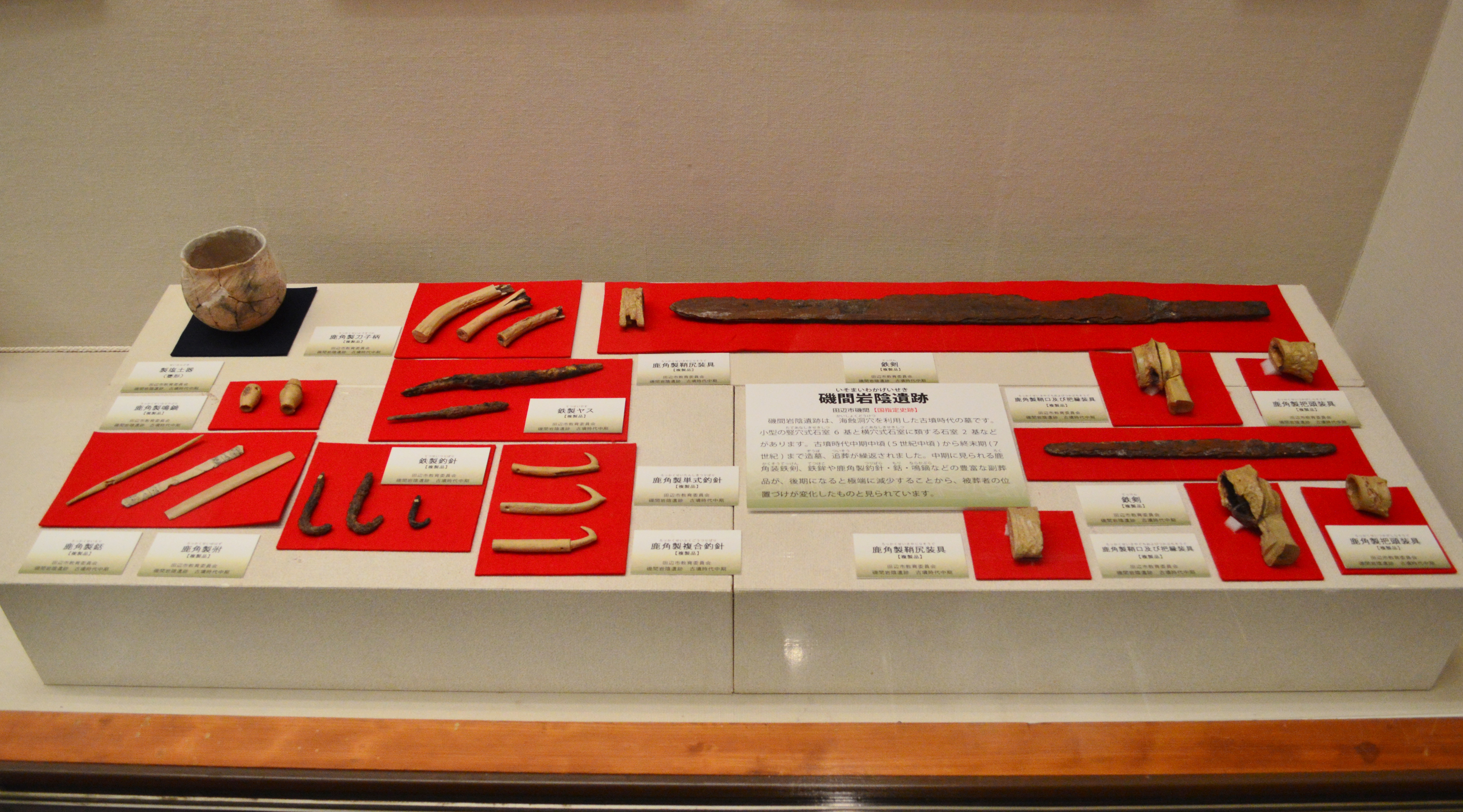
出土品（複製）和歌山県立紀伊風土記の丘企画展示時に撮影。

1969年（昭和44年）には、人骨や須恵器など発見され、翌年には、人骨は13体であり、合葬または追葬されており、火葬墓などを含む岩陰墓であることが分かった。埋葬施設は5世紀の終わり頃から6世紀後半までの竪穴式石室を模した石室であり、8基つくられていた。
第1号石室は岩陰のほぼ中央部に造られ、長辺の長さ約2.16メートル、幅約70センチメートル、高さ約50センチメートルで、石材は、紀ノ川流域で採掘された緑泥結晶片岩と砂岩質の石と板石とが使われ、天井石は4枚である。内部には男性人骨と幼児人骨が埋葬されていた。
副葬品の中に優れた鹿角製装具鉄剣が二振り分、同釣針、同銛、同鳴鏑（なりかぶら）などがあった。